# كالديتاس
بلدية كالديس داستراك (بالكاتالانية: Caldes d'Estrac) هي إحدى بلديات مقاطعة برشلونة، والتي تقع في منطقة كاتالونيا، شرق إسبانيا.
يبلغ عدد سكانها 2.672 نسمة وفقاً لإحصائية سنة (2007).

## المناخ
يظهر الجدول التالي التغييرات المناخية على مدار السنة لكالديتاس:
| البيانات المناخية لـكالديتاس                          | البيانات المناخية لـكالديتاس | البيانات المناخية لـكالديتاس | البيانات المناخية لـكالديتاس | البيانات المناخية لـكالديتاس | البيانات المناخية لـكالديتاس | البيانات المناخية لـكالديتاس | البيانات المناخية لـكالديتاس | البيانات المناخية لـكالديتاس | البيانات المناخية لـكالديتاس | البيانات المناخية لـكالديتاس | البيانات المناخية لـكالديتاس | البيانات المناخية لـكالديتاس | البيانات المناخية لـكالديتاس |
| الشهر                                                 | يناير                        | فبراير                       | مارس                         | أبريل                        | مايو                         | يونيو                        | يوليو                        | أغسطس                        | سبتمبر                       | أكتوبر                       | نوفمبر                       | ديسمبر                       | المعدل السنوي                |
| ----------------------------------------------------- | ---------------------------- | ---------------------------- | ---------------------------- | ---------------------------- | ---------------------------- | ---------------------------- | ---------------------------- | ---------------------------- | ---------------------------- | ---------------------------- | ---------------------------- | ---------------------------- | ---------------------------- |
| متوسط درجة الحرارة الكبرى °م (°ف)                     | 11.7 (53.1)                  | 12.8 (55.0)                  | 14.8 (58.6)                  | 17.2 (63.0)                  | 20.4 (68.7)                  | 23.9 (75.0)                  | 26.7 (80.1)                  | 27.3 (81.1)                  | 24.4 (75.9)                  | 20.0 (68.0)                  | 15.7 (60.3)                  | 12.8 (55.0)                  | 19.0 (66.2)                  |
| المتوسط اليومي °م (°ف)                                | 8.3 (46.9)                   | 9.2 (48.6)                   | 11.3 (52.3)                  | 13.7 (56.7)                  | 17.0 (62.6)                  | 20.6 (69.1)                  | 23.3 (73.9)                  | 23.9 (75.0)                  | 21.3 (70.3)                  | 17.0 (62.6)                  | 12.6 (54.7)                  | 9.7 (49.5)                   | 15.7 (60.3)                  |
| متوسط درجة الحرارة الصغرى °م (°ف)                     | 5.0 (41.0)                   | 5.7 (42.3)                   | 7.9 (46.2)                   | 10.1 (50.2)                  | 13.6 (56.5)                  | 17.3 (63.1)                  | 19.9 (67.8)                  | 20.4 (68.7)                  | 18.3 (64.9)                  | 14.0 (57.2)                  | 9.5 (49.1)                   | 6.6 (43.9)                   | 12.4 (54.3)                  |
| المصدر: Sistema de Clasificación Bioclimática Mundial |                              |                              |                              |                              |                              |                              |                              |                              |                              |                              |                              |                              |                              |